# Juarez (film)
A Juarez (Juarez) 1939-ben bemutatott fekete–fehér amerikai történelmi film William Dieterle rendezésében. Magyarországon 1940. január 3-án mutatták be (szakbemutató).
Készült Bertita Harding The Phantom Crown című regénye és Franz Werfel Juarez und Maximilian című színdarabja alapján. A film az 1860-as évek elején játszódik, az akkori eseményeket és történelmi személyeket, köztük a Juarez címben jelzett Benito Juárez mexikói elnök személyét eleveníti fel. 

## Cselekménye
III. Napóleon megbízásából Miksa főherceg elfogadja a mexikói koronát és fiatal feleségével, Sarolta belga királyleánnyal Vera-Cruzba érkezik. I. Miksa császár uralmát francia katonaság biztosítja. A Juárez által vezetett mexikói felkelők azonban nem fogadják el az idegen uralmat, és a mexikói hadsereg egy része csatlakozik hozzájuk. I. Miksa az alkotmányos rendet és a mexikóiak boldogulását kívánná, mégis összeütközésbe kerül Juárezzel. Az Amerikai Egyesült Államok Juárezt támogatja; hogy elkerülje a konfliktust, III. Napóleon visszarendeli katonáit. A magára hagyott I. Miksa császár mindent megpróbál, hogy a felkelést leszerelje: szabadon bocsátja az elfogott Diaz tábornokot, felkínálja Juáreznek a miniszterelnöki széket, de minden hiába, sőt hívei is elpártolnak tőle. Sarolta Párizsban hiába kér Napóleontól segítséget. Amíg a francia császár politikai céljai megkívánták, addig támogatta Miksát Mexikóban, most azonban cserbenhagyja őt. Sarolta előre látja a bekövetkező tragédiát és teljesen összeomlik. Ezalatt Mexikóban I. Miksa megmaradt katonáival döntő ütközetét vívja Juárezzel és elveszti a csatát. Fogságba esik, halálra ítélik és kivégzik. Juárez nagyra becsüli ugyan ellenfelét, de I. Miksának el kell tűnnie, hogy Juárez bevégezhesse a vállalt feladatot. A ravatalnál megilletődve bocsánatot kér a halottól. 

## Szereplők
- Paul Muni – Benito Juárez
- Bette Davis – Sarolta mexikói császárné
- Brian Aherne – I. Miksa mexikói császár
- John Garfield – Porfirio Díaz
- Claude Rains – III. Napóleon francia császár
- Donald Crisp – François Achille Bazaine
- Joseph Calleia – Alejandro Uradi
- Gale Sondergaard – Eugénia francia császárné
- Gilbert Roland – Miguel Lopez ezredes
- Henry O'Neill – Miguel Miramón tábornok
- Harry Davenport – Dr. Samuel Basch
- Louis Calhern – LeMarc
- Walter Kingsford – Metternich herceg